# Wagoneers
Die Wagoneers waren eine in Austin, Texas beheimatete Country-Band, die zur Alternative Country-Musik gerechnet wird.

## Werdegang
Mitte der achtziger Jahre gründete der damals zwanzigjährige Monte Warden mit drei befreundeten Musikern die Country-Formation Wagoneers. Warden hatte sich bereits mit der Gruppe Whoa, Trigger in der Austiner Szene einen Namen gemacht und war zudem ein talentierter Songwriter. 
Beim A&M-Label, dessen Mitbesitzer der bekannte Trompeter und Bandleader Herb Alpert war, wurde ein Vertrag unterschrieben und 1988 das Album Stout And High veröffentlicht. Die Debüt-CD war von bemerkenswerter Qualität und Originalität. Dennoch verkaufte sie sich außerhalb Austins nur schlecht. Der Sound war für die damalige Zeit zu modern und zu weit vom Nashviller Mainstream entfernt. Von den Country-Radiostationen wurde Stout And High weitestgehend ignoriert. Außerdem war das A&M Label traditionell zur Popmusik hin ausgerichtet, so dass das junge Country-Quartett nicht ausreichend promotet werden konnte.
Die Situation verschlechterte sich ein Jahr später bei der Produktion der zweiten LP Good Fortune. Die Schallplattenfirma leistete kaum Unterstützung. In jenen Tage wurde Wardens erster Sohn mit einer schweren Behinderung geboren. Der Frontmann der Wagoneers verlor das Interesse an der Studioarbeit. Good Fortune war von entsprechend schlechter Qualität. A&M löste den Vertrag auf und Monte Warden konzentrierte sich auf das Songschreiben. Die Wagoneers waren am Ende und lösten sich schließlich auf.

## Diskografie
- 1988: Stout and High (A&M Records)
- 1989: Good Fortune (A&M Records)